# Fidget Cube

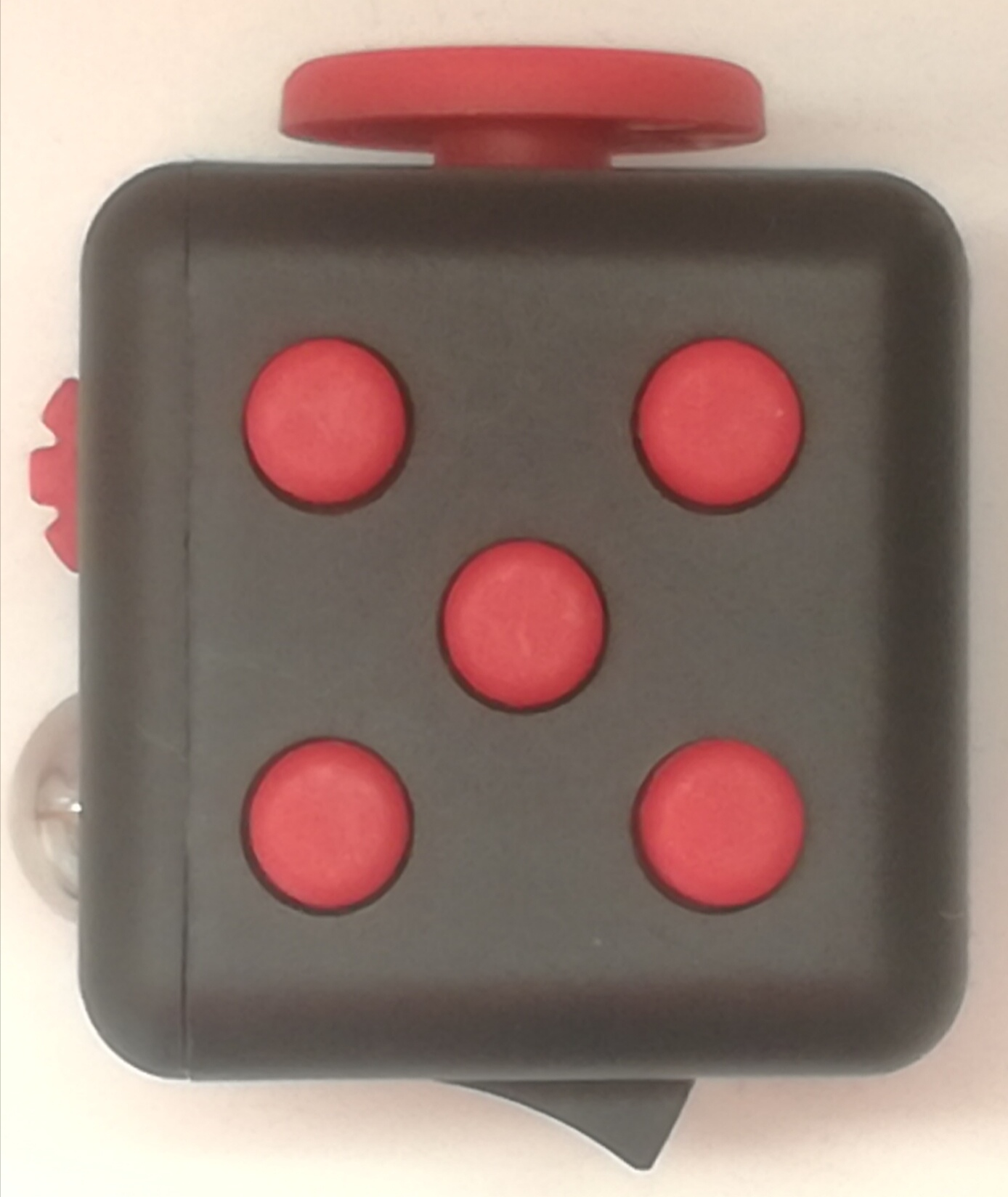

Fidget Cube (v překladu Prstová Kostka) je velmi malá hračka určená do jedné ruky, vytvořená společností Antsy Labs. Má na všech stranách různé jednoduché přístroje: kolébkový spínač, ozubená kola, otáčející se kulička, malý joystick, rotující kotouč, třecí kámen a 5 tlačítek. Kostka je určena k tomu, aby poskytovala snadný způsob, jak zabírat ruce a jiné smysly pro uklidnění.

## Hodnocení
V pozitivním hodnocení, The Verge popisuje kostku "jednoduše dětská hračka pro dospělé". 
Po jeho Kickstarter kampani v roce 2016 byl Fidget Cube jeden z nejvíce podporovaných crowdfundingových projektů a je desátý nejvíce podporovaný projekt na Kickstarteru.